# Pamětní medaile 1. úderného praporu ruských legií
Pamětní medaile 1. úderného praporu ruských legií, je pamětní, ale i záslužná medaile, která byla založena v roce 1947 při příležitosti 30. výročí vzniku tohoto útvaru. Medaile byly rozděleny kromě několika nejvýznamnějších politických osobností mezi bývalé příslušníky praporu, osoby zasloužilé o tradici útvaru, osoby se vztahem ke Kulikovského úderné baterii a Kornilovovu slovanskému údernému praporu a pozůstalé po padlých, zemřelých či popravených příslušnících útvaru.
Medaile je ražena z bronzu a postříbřená, na lícové straně je smaltována a předávána byla s udělovacím dekretem. Autorem medaile je příslušník tohoto praporu, výtvarník Jan Mayer. Celkem bylo vydáno 500 kusů těchto medailí, které jsou označeny matričním číslem. Ražbu medaile provedla firma Karnet-Kyselý Praha.